# Проспект Комитаса
Проспект Комитаса (арм. Կոմիտասի պողոտա) — улица в Ереване, одна из главных магистралей города. От моста Ламбада до площади Мгера Мкртчяна. Протяжённость около трёх километров.
В районе проспекта имеются рекреационные зоны

## История
Открыт в 1938 году. Название получил в честь армянского композитора, музыковеда, архимандрита Комитаса (1869—1935).
Застройка проспекта завершалась в 1950-е годы.
Обсуждаются проекты совершенствования транспортного обслуживания населения

## Известные жители
- д. 3 — Амо Сагиян (мемориальная доска), Мнацакан Паракшиев (мемориальная доска)[5]
- д. 49 — Фрунзик Мкртчян (мемориальная доска)[6]
- д. 61 — Александр Коваленко (мемориальная доска)

## Галерея
- Амаяк Сирас
- Фрунзик Мкртчян
- Карен Кяндарян
- Мнацакан Паракшиев
- Мнацакан Тарян